# Fatine Abdel Wahab
Fatine Abdel Wahab,, (en arabe : فطين عبد الوهاب) est un réalisateur et scénariste égyptien né le 22 novembre 1913 à Damiette dans le Khédivat d'Égypte et mort 12 mai 1972 à Beyrouth au Liban.

## Biographie
Diplômé de l'école militaire en 1939, Fatine Abdel Wahab a démissionné de l'armée en 1954 et s'est lancé dans une carrière de réalisateur de films. Il a commencé à travailler dans le cinéma en tant qu'assistant réalisateur.
Il a tourné 58 films entre 1949 et 1972. Son film L'Épouse numéro treize (ar) a été sélectionné à la Berlinale 1962. Son film Renvoyé du paradis (ar) a été sélectionné au festival de Moscou 1965.

### Famille
Fatine Abdel Wahab est le frère cadet de l'acteur Siraj Mounir (ar) et du réalisateur Hassan Abdel Wahab.
Il a été marié quatre fois. Il a d'abord épousé l'actrice Hajar Hamdi (ar), puis la chanteuse Leila Mourad, mère de son fils Zaki (ar), puis la danseuse Tahia Carioca, puis une épouse extérieure au milieu artistique, Munira, sœur de l'actrice Naglaa Fathi.

## Filmographie

### Années 1950
- 1949 : Nadia (ar) (ناديه, Nadia)
- 1950 : Le Mari de quatre femmes (ar) (جوز_الاربعه, Gouz al arba'ah)
- 1951 : La Maison hantée (ar) (بيت الأشباح, Bayt al achbâh)
- 1952 : Mon avocate Fatma (الأستاذة فاطمة ; Al Oustadhah Fatmah)
- 1953 : La Loi d'un tyran (ar) (حكم قراقوش, Houkm qaraqouch)
- 1953 : Les Esclaves de l'argent (ar) (عبيد المال, Abîd al mâl)
- 1953 : La Vérité (ar) (كلمه الحق, Kalimat al haqq)
- 1954 : Mademoiselle Hanafi (الانسه حنفى, Al Anissah Hanafi)
- 1955 : Bonjour (ar) (نهارك سعيد, Naharak said)
- 1955 : Ismaïl Yassine dans l'armée (ar) (اسماعيل ياسين فى الجيش, Ismail Yasin fi l Gaych)
- 1956 : Je t'offre ma vie (Wahabtak hayati)
- 1956 : Ismaïl Yassine dans la police (ar) (اسماعيل ياسين فى البوليس, Ismail Yasin fi l bolis)
- 1956 : L'Étranger (ar) (الغريب, Al Gharib)
- 1957 : Tahira (ar) (طاهره, Tahirah)
- 1957 : Des femmes dans ma vie (ar) (نساء فى حياتى, Nisa fi hayati)
- 1957 : Le Fils d'Hamido (ar) (ابن حميدو, Ibn Hamido)
- 1958 : Le Séducteur (ساحر النساء, Sahir al nisa)
- 1958 : Ismail Yassine dans la marine (ar) (Ismâîl Yâsîn fî l oustoul)
- 1958 : Au voleur ! (ar) (امسك حرامى, Imsik harami)
- 1959 : Ismaïl Yassine dans l'aviation (ar) (إسماعيل يس في الطيران, Ismail Yasin fi l tayaran)
- 1959 : Ismaïl Yassine dans la police militaire (ar) (إسماعيل يس بوليس حربي, Ismail Yasin bolis harbi)
- 1959 : Ismaïl Yassine dans la police secrète (ar) (إسماعيل يس بوليس سري, Ismail Yassin fil bolis sirri)
- 1959 : Place Ataba El Kadra (ar) (العتبه الخضراء, Al Atba Al Khadraa)
- 1959 : Le Frère aîné (ar) (الاخ الكبير, Al Akh al kabir)

### Années 1960
- 1960 : L'Apprenti amoureux (اشاعه حب, Ichaat houbb)
- 1960 : La Lampe magique (ar) (Al Fanous al sehri)
- 1960 : Ils vont me rendre fou (ar) (Hay ganninouni)
- 1960 : Coiffeur pour dames (ar) (Hallâq al Sayyidât)
- 1960 : Et l'amour revint (ar) (Wa ada al houbb)
- 1960 : Les Filles et l'été (ar) (Al Banat wa l sayf)
- 1960 : La Lumière tamisée (ar) (Al Daw al khafit)
- 1961 : Méfie-toi d'Ève (ar) (Ah min Hawwa)
- 1962 : Les Trois Chevaliers (ar) (Al Foursan al thalathah)
- 1962 : L'Épouse numéro treize (ar) (Zawgah raqam talatach)
- 1963 : Sa Majesté (ar) (Sahib al galalah)
- 1963 : La Fiancée du Nil (ar) (Arous al Nil)
- 1963 : La Famille de Zizi (ar) (Ailat Zizi)
- 1964 : L'Honorable Famille (ar) (Al Ailah al karimah)
- 1964 : Les Aveux d'un mari (ar) (I'tirafat zawg)
- 1964 : Moi, lui et elle (ar) (Ana wa houwa wa hiya)
- 1965 : Renvoyé du paradis (ar) (Tarid al Fardous)
- 1965 : Le Directeur technique (ar) (Al Moudîr al fannî)
- 1965 : Ma femme est PDG (ar) (Mirâtî moudîr amm)
- 1966 : Trois Voleurs (ar) (Thalathat lousous)
- 1966 : La Pomme d'Adam (ar) (Touffahat Adam)
- 1967 : L'Honneur de ma femme (ar) (Karamat zawgati)
- 1967 : Lorsque nous aimons (ar) (Indama nouhibb)
- 1968 : Terre de mensonge (ar) (Ard al nifaq)
- 1968 : Le Fantôme de ma femme (ar) (Ifrit mirati)
- 1969 : Une demi-heure de mariage (ar) (Nouss sa'at gawaz)
- 1969 : Sept Jours au paradis (ar) (Sab ayyam fi l gannah)
- 1969 : Les Mensonges d'Eve (ar) (Akadhib hawwa)

### Années 1970
- 1970 : La Troupe de la bonne humeur (ar) (Firqat al marah)
- 1970 : Ma vie (ar) (حياتي ; Hayati !)
- 1971 : Le Fiancé de ma mère (ar) (Khatib mama)
- 1971 : Un voyage agréable (ar) (Rihlah ladhidhah)
- 1971 : L'Hôtel du bonheur (فندق السعادة ; Funduq al saadah)
- 1972 : Les Lumières de la nuit (ar) (Adwa al madinah)